# Alburnoides bipunctatus
El alburno binaculado (Alburnoides bipunctatus) o breca de río ,es una especie de peces de la familia de los ciprínidos en el orden de los Cipriniformes.
Se alimenta de insectos y sus larvas, diatomeas y crustáceos

## Morfología
Los machos pueden llegar alcanzar los 16 cm de longitud total.

## Reproducción
Es ovíparo. Se reproducen de abril a junio.

## Hábitat
Es un pez de agua dulce. Habita los ríos de aguas calmas.

## Distribución geográfica
Se encuentra en países como Afganistán, Alemania, Armenia, Austria, Azerbaiyán, Bielorrusia, Bélgica, Bulgaria, Eslovaquia, España, Estonia, Francia, Georgia, Holanda, Hungría, Irán, Letonia, Lituania, Macedonia, Moldavia, Polonia, República Checa, Rumania, Rusia, Serbia, Suiza, Turquía, Ucrania y Uzbekistán.